# معركة زلاتيتسا
معركة زلاتیتسا وقعت في 12 ديسمبر 1443م، بين الدولة العثمانية وتحالف صليبي مكون من مملكة المجر ومملكة بولندا وإمارة صربيا، أنتصرت فيها قوات الدولة العثمانية .